# Vilém Kocych
Vilém Kocych (3. prosince 1930 Staré Město (okres Frýdek-Místek) – 19. března 2007 Staré Město (okres Frýdek-Místek) byl malíř a sochař.

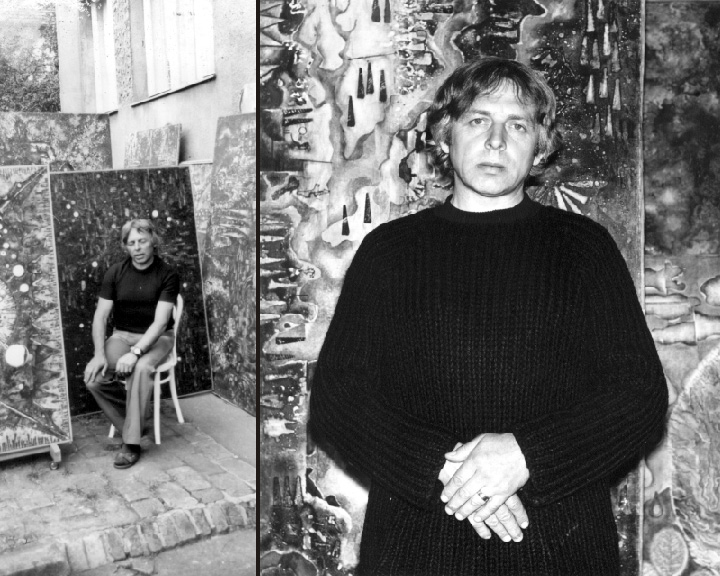
Vilém Kocych, malíř

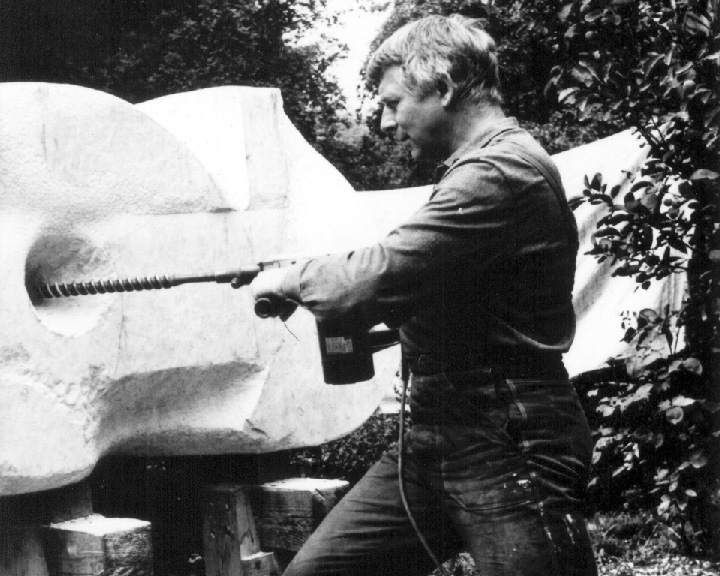
Vilém Kocych, sochař

## Život
Pocházel z malé obce Staré Město nalézající se v těsné blízkosti města Frýdku. Narodil se 3. prosince 1930 na barokním statku Augustina Hrabce, z kterého pocházela jeho matka. Otec byl poštovním úředníkem v Místku. Roku 1936 se přestěhovali do nové vily, kterou nechali vystavět na nedalekém pozemku statku dle návrhu brněnského architekta.
Pocházel ze starého rodu dědičných staroměstských fojtů. Jeho předci, Josef a Rosina Kocych, nechali roku 1765 ve Starém Městě vystavět vlastním nákladem barokní kostelíček sv. Josefa, který věřícím sloužil až do začátku 20. století, kdy byl roku 1905 nahrazen novogotickým kostelem.
Navštěvoval obecnou školu ve Starém Městě, následně měšťanskou školu ve Frýdku a po osvobození reálné gymnázium v Místku. Zde získal základy kresby a malby na soukromých hodinách u malíře a prof J. Luňáčka. Po maturitě se roku 1951 přihlásil ke studiu na Přírodovědecké fakultě University J. E. Purkyně v Brně. Během studia pracoval v restaurátorském ateliéru Karla a Heřmana Kotrbových na brněnském Petrově. Studium završil státní zkouškou roku 1956 a získal titul promovaný geograf. Jeho první samostatná výstava obrazů a kreseb se odehrála roku 1957 v bývalém brněnském Komeniu.
V letech 1960–1961 krátce studoval na Akademii výtvarných umění v Praze. Pod vedením docenta Žáka pracoval na pietní úpravě fašisty zničené obce Ležáky. Pro vážné názorové neshody s hlavním výtvarným proudem byl nucen studium na akademii ukončit.
V letech 1964–1966 studoval teorii a dějiny umění na katedře estetiky Filosofické fakulty University Karlovy v Praze. V této době podnikl první studijní cesty do Maďarska, Bulharska a na území bývalé Jugoslávie. Následně v roce 1968 byl přijat za kandidáta Svazu českých výtvarných umělců v oboru malířství, oženil se s Ing. Marií Valetovou a podnikl studijní cestu napříč Itálií.
Po studiích pracoval v oblasti památkové péče. Nejprve v Pardubicích, poté v Ostravě a nakonec v Praze. Pro svůj statečný občanský postoj v roce 1968, se stal obětí politických čistek a byl přinucen toto zaměstnání opustit. Mimo jiné byl signatářem výzvy 2000 slov a ve dnech okupace vlasti maloval a šířil protiokupační plakáty. Poté, co mu byla práce v státní sféře znemožněna, věnoval se pouze výtvarné činnosti.
V květnu 1970 mu Dr. Bohumír Mráz uspořádal samostatnou výstavu – "Znamení", v Galerii na Karlově náměstí v Praze. Zde V. Kocych představil na rozměrných plátnech výsledek své malířské práce za poslední tři roky. Výstavní síni dominoval triptych – "Ohrožující znamení" o celkovém rozměru 200x390 cm.
Tento niterný abstraktní přístup k malbě nebyl oficiální odbornou veřejností přijat a v odborných článcích veřejně pošlapán. Tématem jeho další malířské práce byl odpor proti násilí, válce a víra v nekonečnou krásu života. Výsledkem této etapy byl protiválečný cyklus, který vytvořil v roce 1978 a později vystavil v Čadci na „Výtvarném Pobeskydí“ pod názvem Přízrak, Apokalypsa, Katarze. O tři roky později dosáhl doktorátu.
Později se opět vrátil k abstraktní malbě.

## Malířská tvorba po roce 1970
Zdrcen nepřijetím jeho umělecké tvorby kritikou dané doby, vydal se ve své tvorbě naprosto novým směrem. Vrátil se zpět ke kořenům své rané post kubistické tvorbě, aby z ní vyšel na novou výtvarnou cestu. Hledal a tvořil svůj osobitý styl. Přes obrovská plátna nesoucí název Ecce homo 1972, či Bezmocnost 1970-71 se dostal až k figurální malbě. Nacházel inspiraci, jak v starých mistrech renesance – Pocta Pietru della Francescovi 1980, tak v bezútěšném životě v socialismu – Protiválečný cyklus 1978. Nový výtvarný impuls mu přinesla studijní cesta do Paříže v létě roku 1978. Po nově pojaté malbě Eifelovy věže přišlo barvami zářící Faunovo odpoledne 1978-79. Přesto i nadále zůstal v uzavření figurativní a znázorňující malby. Teprve v druhé polovině 80. let je možno vysledovat pokus o návrat k ryze abstraktní malbě. Pro chemickotechnologické problémy v technice malby již v tvorbě nepokračoval a věnoval se již výhradně jen sochařské práci, do které přenášel malířský projev. K malbě se vrátil až na sklonku 90. let 20. století, kdy se účastnil výstavy v Římě. V malířském díle vytvořeném na přelomu tisíciletí, skloubil techniku malby z konce 60. a začátku 80. let v nevelkém obraze Chrám svatého Víta. Touto výtvarnou cestou cestou se ubíral až do své smrti v roce 2007.

## Plastika ve veřejném prostoru
Vývojem politických událostí se stal „umělcem na volné noze“. Byť se v podstatě považoval především za malíře, začal realizovat monumentální plastiky ve veřejném prostoru. Jeho sochařskou činnost zaštiťoval Český fond výtvarných umění v Praze pod hlavičku podniku Dílo. V roce 1973 vztyčil svůj první pískovcový menhir – "Památník chráněné krajinné oblasti Beskydy" v Rožnově pod Radhoštěm. A o 5 let později také dvojici žulových menhirů v Karově Studánce, jakožto památník Chráněné krajinné oblasti Jeseníky. V 70. a 80. letech umělecky ztvárnil veřejné prostory, které najdeme v Lánech – "Vzepětí" 1972, v Praze na Zeleném pruhu – "Vlna" 1975 – 1978 a Karlových Varech, kde vznikl reliéfní triptych "Metamorfoza vody" 1976–1982 – největší reliéf ve Střední Evropě. Následoval reliéfní diptych "Niké Samothraké" v Brně a "Strom času" ve Svitavách 1992.
Několik sochařských realizací se nalézá také na území okresu Frýdku-Místku: "Orbis" 1977, "Strom" 1984, "Květ" 1986. Svůj poslední pískovcový monument vztyčil ve svém rodném kraji ve Frýdku – Místku. Od roku 2002 označuje místecký hřbitov zničený v době socialismu výstavbou panelového sídliště. Nedlouho před svou smrtí umístil v budově Magistrátu města Frýdku–Místku bronzovou desku Obětem boje za svobodu a demokracii.

## Několik slov
K jeho životním prioritám patřily hodnoty Bůh, rodina a vzdělání. Tyto priority uplatňoval s manželkou při výchově čtyř dětí – tří synů a dcery. Kromě umělecké práce a rodiny byla jeho velkou láskou zahrada. Ve Starém Městě, do kterého se s láskou vracel celý svůj život, vytvořil arboretum s desítkami stromů a keřů zahrnující svými exempláři celou severní polokouli. Poslední roky trávil zde a vášnivě se věnoval stavbě kamenné zdi kolem zahrady, která je výtvarným dílem z pískovce. Originální plot vznikal postupně od roku 1993 až do umělcovy smrti. Jednotlivé části mají názvy Pocta Mykénám, Brána sv. Jiří, Brána Milénia.

## Výstava na Karlově náměstí, květen – červen 1970
1. Modré znamení, 1967, 162x95 cm
2. Neslyšné změny souvislosti částic vyvtalého znamení, 1967, 94x77 cm
3. Martyrium, 1967, 105x72 cm
4. Pomník uplynulému, 1967, 150x95 cm
5. Nekrolog, 1967, 140x82 cm
6. Velké prostupující znamení, 1968, 150x110 cm
7. Malé tmavé znamení, 1968, 105x85 cm
8. Modrý eruptivní terč s červeným pozadím, 1968, 105x79 cm
9. XX. zastavení, 1968, 162x90cm
10. Signum, 1968, 150x94 cm
11. Tmavý obraz s průniky, 1968, 162x110 cm
12. Červený eruptivní terč na tmavém pozadí, 1969, 162x110 cm
13. Ohrožující znamení – triptych, 1969–70, 200x390 cm
14. Zvěstování, 1969-70, 180x110 cm
15. Transcendence, 1970, 162x94 cm

## Výstavní činnost

### Autorská
- Vilém Kocych: Obrazy a kresby, Komenium, Brno, 1957
- Vilém Kocych: Obrazy, Galerie na Karlově náměstí, Praha, 10. 7. – 14. 6. 1970, vystavil 15 rozměrných obrazů, olej na plátně

### Společná
- 2. pražský salón (obrazů, soch a grafik), Dům U Hybernů, Praha, 23. 9. – 28. 10. 1969
- Výtvarné Pobeskydí, Čadca, 1980, vystavil: Protiválečný cyklus, triptych – Přízrak, Apokalypsa, Katarze, 1978, olej na plátně, 110x260 cm
- Salón pražských výtvarných umělců '88, Park kultury a oddechu Julia Fučíka, Praha, 8. 7. – 7. 8. 1988, vystavil: Smrt v komunismu, olej na plátně
- Galerie Il collezionista, Řím, 1998, diptych – Kosmos, 1998, olej na plátně
- Salon Pražských výtvarných umělců, Praha, 2001, vystavil: diptych – Brána 2000, tempera na plátně, 2001
- Salón, Frýdek-Místek, 2000, vystavil: MM (Chrám svatého Víta), 2000, olej na plátně, 100x65 cm
- Salón, Frýdek-Místek, 2002, vystavil: MMI, 2002, tempera na plátně, 160x90 cm
- XIV. Bienale Internacionale Dantesca, 2003, Ravena, Dante Europa, 2003, bronz, 13,5x7,5 cm
- Salón, Frýdek-Místek, 2004, vystavil: Imago, 2004, kombinovaná technika, 160x90 cm
- Salón, Frýdek-Místek, 2006, vystavil: Image, 2006, tempera na plátně, 160x90 cm

## Studium
- Přírodovědecká fakulta, Masarykova universita v Brně, 1951-56
- Akademie výtvarných umění v Praze, 1960–1961
- Filosofická fakulta University Karlovy v Praze, 1964-66

## Galerie

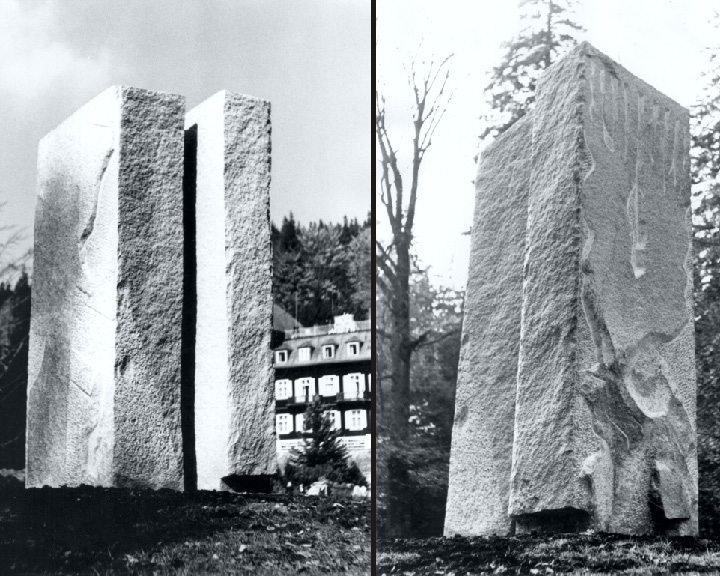
Památník Chráněné krajinné oblasti Jeseníky, v. 330 cm, 1978
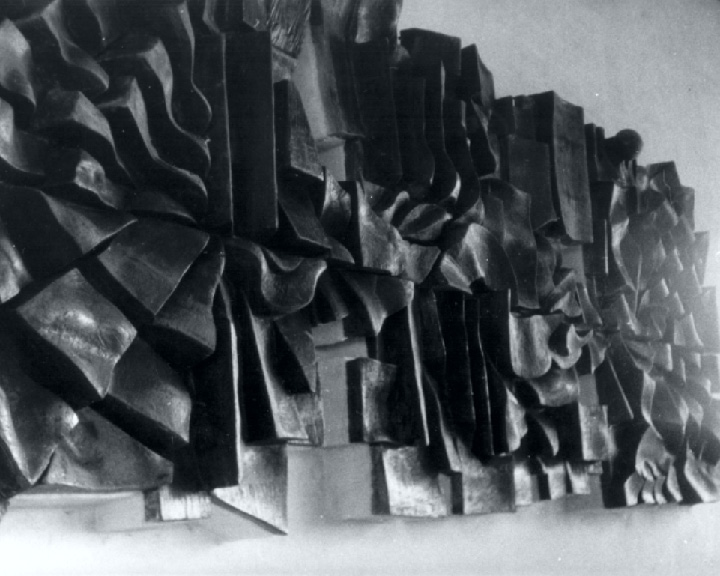
Metamorfoza vody, Karlovy Vary, 1976-82 d. 300x1050 cm
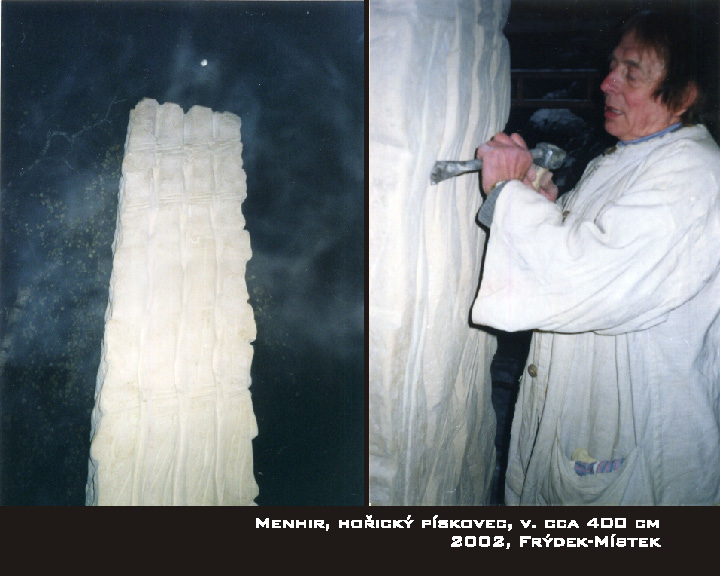
Menhir, Místek, 2002, v. 350 cm